# 2036
2036 (MMXXXVI) va fi un an bisect al calendarului gregorian, care va începe într-o zi de marți.